# Centre de servei de SMS
Un centre de servei de missatges curts (SMSC) és un element de xarxa de la xarxa de telefonia mòbil. El seu propòsit és emmagatzemar, reenviar, convertir i lliurar missatges del servei de missatges curts (SMS).
La designació completa d'un SMSC segons 3GPP és Servei de missatges curts - Centre de serveis (SMS-SC).

## Trajectòries bàsiques
Els SMS es poden dirigir de diverses maneres:
1. D'un mòbil a un altre mòbil - anomenat MO-MT (Originat per a mòbils - Finalitzat amb mòbils)
2. Del mòbil a un proveïdor de contingut (també conegut com a compte gran / ESME) - anomenat MO-AT (Originat per a mòbils - Aplicació finalitzada)
3. De l'aplicació a un mòbil, denominat AO-MT (Aplicació originada - Finalitzat mòbil)[3]

## Funcionament
Les tasques d'un SMSC es poden descriure com
1. Recepció de missatges de text (SMS) dels usuaris de la xarxa sense fil
2. Emmagatzematge de missatges de text
3. Reenviament de missatges de text
4. Lliurament de missatges de text (SMS) als usuaris de la xarxa sense fil
5. Manteniment de segells de temps únics en missatges de text

Quan un usuari envia un missatge de text (missatge SMS) a un altre usuari, el missatge s'emmagatzema al SMSC (Short Message Service Center), que el lliura a l'usuari de destinació quan estigui disponible. Aquesta és una opció d'emmagatzematge i reenviament.
Un centre de SMS (SMSC) és responsable de gestionar les operacions de SMS d'una xarxa sense fil.
1. Quan s'envia un missatge SMS des d'un telèfon mòbil, primer arribarà a un centre de SMS.
2. A continuació, el centre de SMS reenvia el missatge SMS cap a la destinació.
3. El deure principal d'un SMSC és dirigir els missatges SMS i regular el procés. Si el destinatari no està disponible (per exemple, quan el telèfon mòbil està apagat), l'SMSC emmagatzemarà el missatge SMS CAR.
4. Reenviarà el missatge SMS quan el destinatari estigui disponible i no se superi el període de caducitat del missatge.

Els SMSC es poden utilitzar per interaccionar amb altres aplicacions, per exemple, un full de càlcul pot interaccionar amb l'SMSC permetent enviar missatges SMS des d'un full de càlcul d'Excel o enviar un SMS des d'Excel. Els missatges entrants a un número llarg o codi curt també es poden passar a través de l'SMSC permetent comunicacions m2m o telemàtica.